# Mohamed Mourtada
Mohamed Mourtada (ar. محمد مرتضى; ur. 18 marca 1930 w Ita Zoth w Libanie) – libański sztangista, olimpijczyk.
Brał udział w Letnich Igrzyskach Olimpijskich 1960 (Rzym). Wziął udział w wadze średniej (do 75 kg), w której zajął 14. miejsce z wynikiem 360 kg w trójboju (rwanie – 110 kg, podrzut – 140 kg, wyciskanie – 110 kg).
W 1959 r. zdobył brązowy medal na igrzyskach śródziemnomorskich, które rozegrano w Bejrucie (345 kg w trójboju). Dwa lata później został srebrnym medalistą igrzysk panarabskich w wadze do 82,5 kg.
W 1962 roku stanął na podium mistrzostw Libanu w kulturystyce.